# Серцева рана
«Серцева рана» (тур. Kalp Yarası) — турецький телесеріал 2021 року у жанрі драми, мелодрами, який створила компанія Süreç Film. В головних ролях — Гекхан Алкан, Ягмур Танрісевсін, Мерве Чагиран, Топрак Джан Адигюзель.
Перша серія вийшла в ефір 28 червня 2021 року.
Серіал має 1 сезон. Завершився 32-м епізодом, який вийшов в ефір 21 лютого 2022 року.
Режисер серіалу — Йилдиз Хюля Більбан.
Сценарист серіалу — Сема Алі Ерол, Махір Ерол, Туркулер Озгул Акад.

## Сюжет
Феріт — спадкоємець однієї з відомих родин Антак'ї. З іншого боку, Айше — життєрадісна молода дівчина, яка живе в Стамбулі. Феріт, який збирається одружитися з Ханде, дочкою родини Вароглу. Перед весіллям Феріт дізнається про зраду Ханде, шлях Феріта перетинається з Айше. Після випадкової зустрічі двоє опиняються у складній шлюбній грі. Історія, яка розгортається в Антак'ї перетворюється на справжню історію кохання, випробовуючи дружбу любов'ю, минуле майбутнім, а пристрасть терпінням.

## Актори та персонажі
| Актор                 | Роль          |
| --------------------- | ------------- |
| Гекхан Алкан          | Феріт         |
| Ягмур Танрісевсін     | Айше          |
| Мерве Чагиран         | Ханде         |
| Топрак Джан Адигюзель | Яман          |
| Сенай Гурлер          | Азаде         |
| Риза Акін             | Хусейн        |
| Йонджа Джевхер        | Ведія         |
| Інанч Конукчу         | Сінан         |
| Бурчин Абдулла        | Леман         |
| Наз Сайнер            | Муге          |
| Меліх Чардак          | Бахтіяр Ага   |
| Зехра Їлмаз           | Бетул         |
| Бора Дженгіз          | Мірза Текін   |
| Нілсу Берфін Акташ    | Комісер Пінар |
| Ірем Алтуг            | Ферайе Уйсал  |
| Кемаль Бурак Елпер    | Баха Ялчин    |
| Наїль Кирмизигюль     | Іхсан         |
| Зейнеп Кесе           | Саадет        |
| Махір Гюнширай        | Аднан         |
| Мельтем Гюленц        | Зумрут        |
| Зейнеп Гульдоган      | Еліф          |
| Іштар Гоксевен        | Шахін Авчі    |
| Різа Узункая          | Джан          |

## Сезони
| Сезон | Епізоди | Епізоди | Оригінальний показ | Оригінальний показ | Оригінальний показ |
| Сезон | Епізоди | Епізоди | Перший показ       | Останній показ     | Мережа             |
| ----- | ------- | ------- | ------------------ | ------------------ | ------------------ |
| 1     | 32      | 32      | 28 червня 2021     | 21 лютого 2022     | atv                |

## Рейтинги серій

### Сезон 1 (2021)
| Серія      | Рейтинг (TOTAL) | Рейтинг (AB) | Рейтинг (ABC1) |
| ---------- | --------------- | ------------ | -------------- |
| 1          | 3.40            | 1.85         | 2.82           |
| 2          | 5.50            | 3.85         | 4.72           |
| 3          | 5.10            | 2.85         | 4.25           |
| 4          | 4.37            | 3.26         | 4.23           |
| 5          | 4.27            | 3.02         | 4.35           |
| 6          | 4.55            | 2.62         | 4.23           |
| 7          | 5.00            | 3.50         | 4.32           |
| 8          | 4.47            | 2.53         | 3.93           |
| 9          | 4.95            | 2.76         | 4.40           |
| 10         | 5.35            | 3.07         | 4.81           |
| 11         | 5.49            | 3.05         | 4.76           |
| 12         | 6.11            | 4.00         | 5.25           |
| 13         | 6.16            | 3.85         | 5.16           |
| 14         | 7.06            | 3.94         | 5.90           |
| 15         | 5.97            | 3.55         | 4.85           |
| 16         | 6.72            | 4.15         | 5.91           |
| 17         | 6.94            | 4.10         | 6.35           |
| 18         | 4.97            | 3.10         | 4.14           |
| 19         | 4.50            | 2.28         | 3.09           |
| 20         | 4.79            | 3.03         | 3.60           |
| 21         | 4.48            | 1.96         | 3.41           |
| 22         | 4.35            | 2.54         | 3.03           |
| 23         | 4.27            | 2.37         | 2.88           |
| 24         | 4.42            | 2.58         | 3.36           |
| 25         | 4.37            | 2.67         | 3.19           |
| 26         | 4.43            | 2.67         | 3.40           |
| 27         | 4.40            | 2.54         | 3.39           |
| 28         | 3.78            | 2.39         | 2.55           |
| 29         | 4.02            | 1.80         | 2.72           |
| 30         | 3.54            | 1.42         | 2.05           |
| 31         | 3.72            | 1.98         | 2.54           |
| 32 (фінал) | 3.98            | 2.23         | 2.92           |

## Нагороди
| Рік  | Премія                       | Категорія             | Номінант                        | Результат |
| ---- | ---------------------------- | --------------------- | ------------------------------- | --------- |
| 2022 | 48. Премія «Золотий метелик» | Найкраща пара серіалу | Ягмур Танрісевсін, Гекхан Алкан | Номінація |